# Júlia Coromines
Júlia Coromines i Vigneaux (Barcelona, 1910-30 de marzo de 2011) fue una médica, psiquiatra y psicoanalista española.

## Biografía
Hija de Pedro Corominas y Celestina Vigneaux, y hermana del filólogo Joan Coromines y el matemático Ernest Corominas, se licenció en medicina y cirugía en la Universidad de Barcelona (1934). De 1936 a 1938, la Generalidad de Cataluña la nombró médico de guarderías. 
Después de la guerra civil española se exilió, primero en París, donde se diplomó como puericultora por la facultad de medicina (1939), y después en Argentina, hasta que en 1944 retornó a Madrid, para realizar el curso de doctorado y al año siguiente se estableció en Barcelona. En 1947 consiguió una beca del gobierno español para estudiar psiquiatría y psicoterapia en la Clínica Tavistock de Londres. Allí descubrió el psicoanálisis y la posibilidad de formarse en esa disciplina. 
Hacia fines de los años 1950, introdujo el psicoanálisis en España, junto con Pere Bofill y Pere Folch. Desde entonces, su contribución en este campo ha sido ininterrumpida. Ha sido fundadora y luego presidenta de la Sociedad Española de Psicoanálisis (1971-77), fundadora del Instituto de Psicoanálisis de Barcelona (1971), directora de la Revista Catalana de Psicoanálisis (1984) y cofundadora del Centro de Psicoterapia Psicoanalítica (1986). Además creó, y durante un tiempo dirigió el primer Centro Piloto de Parálisis Cerebral de España. 
Son destacables sus estudios sobre el desarrollo psicológico en la primera infancia y ha hecho notables aportaciones en los campos de la psicología arcaica y el desarrollo precoz. En 1977 le fue concedida la Cruz de Sant Jordi.

## Obras
- 1991: Psicopatologia i desenvolupaments arcaics
- 1996: Psicoterapia de grupos con niños (edición conjunta con Lluís Farré, Montserrat Martínez y Núria Camps).